# Sutice (přírodní památka)
Sutice je přírodní památka mezi Starým Plzencem a Tymákovem v okrese Plzeň-město. Chráněné území spravuje Krajský úřad Plzeňského kraje.

## Předmět ochrany
Důvodem ochrany je paleontologicky bohatý profil spodních poloh dobrotivského souvrství, naleziště trilobitů.